# نفس (فیلم ۲۰۱۷)
نفس (به انگلیسی: Breath) فیلمی محصول سال ۲۰۱۷ و به کارگردانی سایمون بیکر است. در این فیلم بازیگرانی همچون سایمون بیکر، الیزابت دبیکی، سامسون کولتر، بن اسپنس، ریچارد راکسبرا و ریچل بلیک ایفای نقش کرده‌اند.